# Nowsarā
Nowsarā (persiska: نوسرا) är en ort i Iran.   Den ligger i provinsen Khorasan, i den nordöstra delen av landet, 600 km öster om huvudstaden Teheran. Nowsarā ligger 1 535 meter över havet och antalet invånare är 189.
Terrängen runt Nowsarā är kuperad västerut, men österut är den platt.Runt Nowsarā är det ganska tätbefolkat, med 56 invånare per kvadratkilometer. Närmaste större samhälle är Solţān Meydān, 4,5 km sydost om Nowsarā. Trakten runt Nowsarā består i huvudsak av gräsmarker.